# 范理申
，KG PC GBS（1938年1月21日—），香港譯作范理申勳爵，英國資深法官，2008年至2009年出任上議院末任首席常任上訴法官，2009年至2012年轉任聯合王國最高法院首任院長。
菲利普斯勳爵於1962年考獲執業大律師資格，擅長商業法和海事法，1978年成為御用大律師，1982年出任特委法官，到1987年獲任命為高等法院法官，任內曾主審巴洛克洛斯詐騙案和麥士維詐騙案。他在1995年出任上訴法院法官，至1999年出任上議院常任上訴法官，翌年再升任卷宗主事官，期間曾於1998年至2000年任牛腦海綿狀病變調查委員會主席，調查政府在瘋牛症事件中的失誤，另又於1999年參與審理智利前總統皮諾切特的引渡聆訊。
未出任首席常任上訴法官和最高法院首任院長以前，菲利普斯曾在2005年至2008年出任英格蘭及威爾斯首席法官，成為兩地法官之首。在多年的司法首長生涯中，他推動了不少重大改革，比較重要的包括廢除上議院的司法職能，並設立全新的最高法院、大幅簡化法官的傳統服飾、以及推廣在課刑時使用社區刑罰以取代傳統的監禁刑罰。菲利普斯任內還多番強調人權與《1998年人權法令》的重要性，但有輿論批評《人權法令》導致了司法干預和司法積極主義的抬升。
在最高法院院長任內，他作出了不少重要的判決，其中包括在2009年裁定銀行無需向客戶退還因未經授權透支而徵收的高昂費用；以及在2010年裁定涉嫌詐取國會津貼的前下議院議員不可運用國會特權，使他們不能避過與普通人一樣在法院接受刑事司法審訊。原本在2013年1月才屆滿退休年齡的菲利普斯在2011年10月宣佈於2012年9月提早退休，此後在2012年至2024年轉任香港終審法院其他普通法適用地區非常任法官。為了表彰他對司法界的貢獻，他在2011年榮獲英女皇伊利沙伯二世頒授屬於最高騎士榮譽的嘉德勳章。

## 生平

### 早年生涯

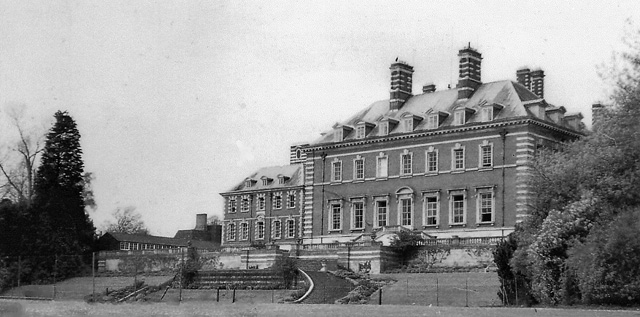
范理申的母校布萊恩斯頓學校

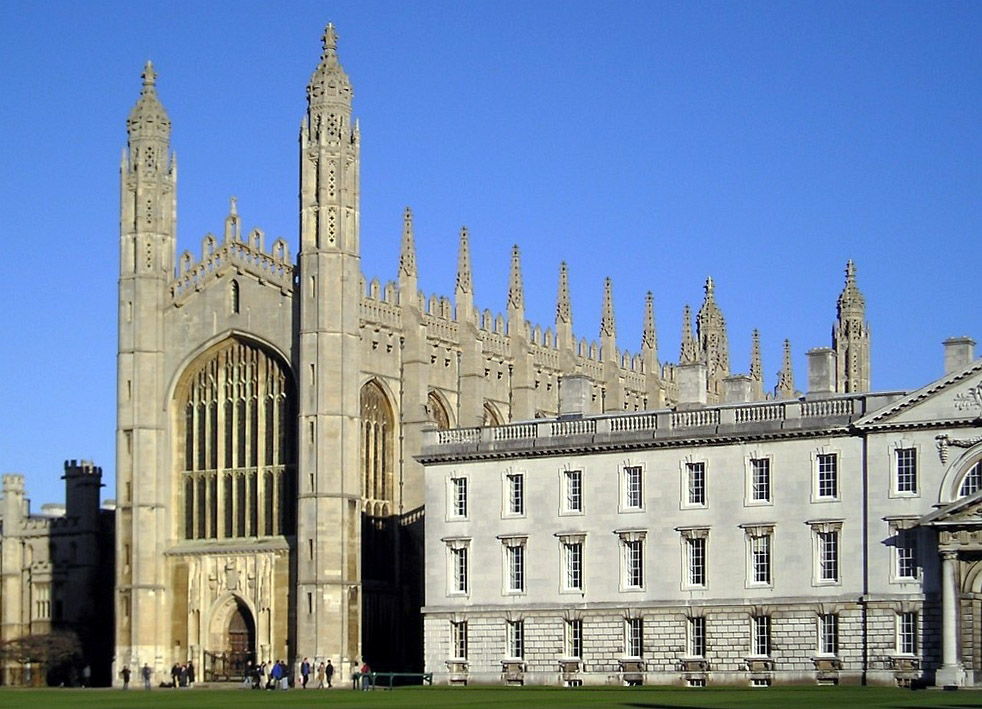
范理申在劍橋大學英皇學院修讀經濟和法律

菲利普斯在1938年1月21日生於英國英格蘭白金漢郡，父親邁克爾·彭寧頓·菲利普斯（Michael Pennington Phillips）原籍地中海殖民地塞浦路斯的貝拉帕依斯（Bellapais，今屬土耳其）；母親名叫多拉·哈西德（Dora Hassid）；家中另有一名胞妹。
第二次世界大戰爆發後，菲利普斯的父親在1941年加入牛津郡及白金漢郡輕步兵團服役，菲利普斯與胞妹則在1940年隨母親乘船前往加拿大避難，並寄住於伯父母位於班夫的農莊。在1944年，他們一家返回英國，最初定居倫敦，翌年復遷居伯克郡梅登黑德，到1951年，他再獲送到多實郡的布萊恩斯頓學校（Bryanston School）就讀，展開前後五年的寄宿生活，研讀古典文學。布萊恩斯頓學校不單是菲利普斯及其父親的母校，他本人後來更在1975年至1981年擔任母校校董，以及在1981年至2008年出任校董會主席。
從布萊恩斯頓學校畢業後，菲利普斯未有立即報讀大學，相反，為了增廣見聞，他在1956年投身皇家志願後備海軍，以候補少尉軍階負責在本土水域、地中海和塞浦路斯各地海域服役。兩年後，他在1958年取得獎學金考入劍橋大學英皇學院，修讀經濟和法律。菲利普斯雖然在第一部份經濟考試的成績只屬一般，但在第二部份法律優等考試取得一級的優異成績。他在1961年取得文學碩士學位畢業，後於2004年再獲學院授予榮譽院士銜。

### 司法生涯

#### 投身法律（1962年－1995年）

##### 私人執業
菲利普斯大學畢業後旋即入讀中殿律師學院，翌年於1962年取得執業大律師資格，且榮獲哈姆斯沃思學人（Harmsworth Scholar）榮銜。在1962年至1973年間，菲利普斯主要在倫敦的雅息事律師行從事私人執業，尤其專長於處理海事方面的案件，並仲裁過多宗海上搶險事故。當時與他在該行共事的，還有在後來出任香港律政司的唐明治。
在1973年，菲利普斯獲國防部及財政部聘任為海事方面的初級法律顧問，此外，他在1974年轉到倫敦的布力克律師行（Brick Court Chambers）執業，與他共事的包括在後來出任上議院常任上訴法官的（後為勳爵）。在這個時期，他除了處理本身擅長的海事案件以外，還開始負責商業案件，這些案件不單只來自英國本土，更有不少是來自香港、新加坡和吉隆坡等地。菲利普斯在法律界嶄露頭角，使他漸獲重視。他在1978年榮獲御用大律師身份，同年卸任國防部與財政部的職務，但旋獲英政府委任為失事船隻專員小組委員會委員，負責就失事船隻進行調查，至1987年卸任。在1984年，他進一步獲選為中殿律師學院監督。

##### 高院生涯
在1982年，菲利普斯首度獲任命為特委法官，開始以兼職身份審理案件。到1987年，他更轉為全職，出任高等法院皇座法庭法官，同時獲授予爵士勳銜，專責在商業法庭審理與商業罪行有關的案件，他主持過的重大案件包括在1992年間審理的巴洛克洛斯（Barlow Clowes）詐騙案，以及在1995年至1996年間審理的麥士維詐騙案。

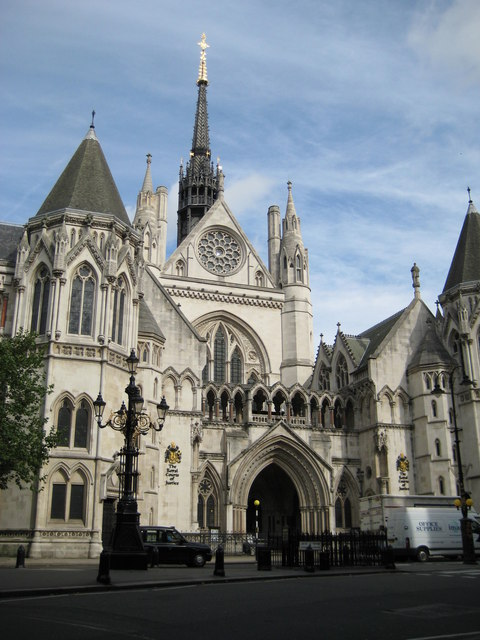
高等法院與上訴法院均位於倫敦皇家司法院內，范理申由1987年至1999年均在內辦公

巴洛克洛斯是一家投資公司，創辦人彼得·克洛斯（Peter Clowes）聲稱為客戶投資回報穩定的金邊債券，但事實上卻挪用客戶絕大部份的資金，讓自己過著奢華的生活。英政府後來介入調查，終促使高院在1988年5月向巴洛克洛斯頒令清盤，導致公司倒閉。擁有18,000名客戶的巴洛克洛斯一共欠下1.9億英鎊鉅款，由於不少客戶都是退休人士，事件使他們畢生儲下的退休積蓄化為烏有，引起傳媒廣泛報導。未幾，彼得·克洛斯被政府當局起訴涉嫌詐騙和偷竊罪，案件於1992年開審，並由菲利普斯主審。整個聆訊歷時112天，到1992年10月審結，最終菲利普斯裁定克洛斯八項偽造文書以詐取投資罪、以及10項盜竊罪罪名成立，重判監禁10年，另外禁止出任公司董事15年；至於同案另一同謀彼得·尼萊（Peter Naylor），也被判一項盜竊罪罪名成立，判監18個月。
另一宗的麥士維詐騙案則涉及《每日鏡報》集團主席羅伯特·麥士維和他的兩名兒子凱文（Kevin）和伊恩（Ian）。麥士維在八七股災中投資失利，導致《每日鏡報》周轉不靈。為了阻止公司倒閉，他私自從員工退休基金挪用超過2,000萬英鎊，企圖解決《每日鏡報》的財政問題。麥士維在1991年離奇意外身亡後，挪用退休基金的醜聞逐漸浮面，引起公眾嘩然。雖然《每日鏡報》逃過結業的命運，但凱文和伊恩兩人卻因此在1992年宣告破產，兩人隨後更被政府起訴涉嫌有份參與父親羅伯特的詐騙計劃。
由於麥士維詐騙案案情複雜，案件需要拆成不同部份分開審理，涉及凱文和伊恩的詐騙控罪則由菲利普斯主審，最終由陪審團一致裁定兩人無罪。菲利普斯的聆訊工作由1995年開始，歷時長達八個月，到1996年才審結，整個聆訊過程甚為繁複，對菲利普斯和由12人組成的陪審團均構成很大的壓力和挑戰。此外，審訊前後一共耗用納稅人2,500萬英鎊，當中包括陪審團在聆訊期間入住酒店11晚的費用，可是聆訊最終卻裁定凱文和伊恩兩人無罪獲釋，結果有輿論質疑審訊有浪費公帑之嫌。麥士維詐騙案促使英政府於1998年建議在案情複雜的詐騙案中停用陪審團，改為邀請專業人士協助審案，或由多名法官會審。有關建議後來由檢察總長高仕文勳爵制定成為《詐騙（停用陪審團審訊）草案》，於2006年交由國會審議。可是，社會上對於削減陪審團權力的建議有很大的保留，草案在2006年11月獲下議院通過後，於翌年3月罕有地被上議院否決，使到有關建議流產。

#### 屢獲擢升（1995年－2005年）

##### 瘋牛症事件
在1995年10月，菲利普斯獲擢升為上訴法院法官，上任前於7月獲授樞密院顧問官銜，不過，由於當時他仍在審理麥士維詐騙案，因此他獲時任大法官批准先審結案件，然後才履行上訴法院法官的職務。在上訴法院任職不久以後，他復於1998年1月獲時任工黨的貝理雅政府委任為牛腦海綿狀病變（瘋牛症）調查委員會主席，委員會的另外兩名委員分別是遺傳學家馬爾科姆·福格森-史密斯教授（Professor Malcolm Ferguson-Smith）和公務員出身的祖恩·布里奇曼（June Bridgeman）。

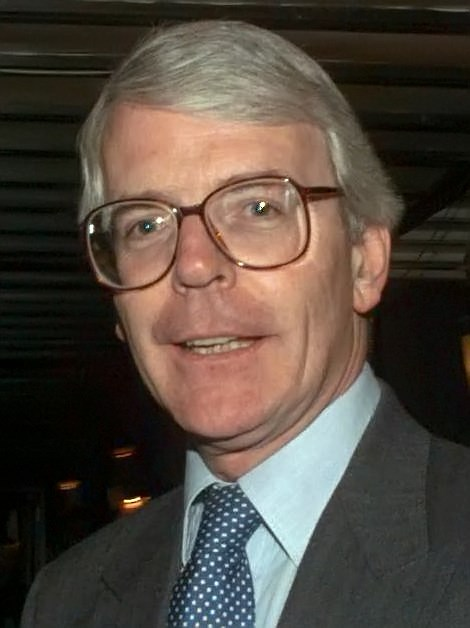
《范理申報告書》未有點名批評馬卓安政府的任何官員，被批評是為前保守黨政府開脫責任

瘋牛症調查委員會之設立，源於英國在1986年首度發現有牛隻染上瘋牛症，當時的研究發現，牛隻染病原因可能是因為進食了未經妥善處理，並含有染病動物內臟和骨頭製成的飼料，在1988年，研究還指出瘋牛症有可能從動物傳染人類。英政府在同一年已開始採取措施逐步管制牛隻飼料、以及限制出售來自染病牛隻的牛奶，此後，政府還多次公開表示公眾食用英國牛隻不會對人類健康構成影響，強調政府已採取足夠措施確保英國牛隻可安全食用。可是在1995年，英國卻出現首宗人類感染變種克雅二氏症而死亡的個案，當時的保守黨政府更要遲至1996年3月，才首次承認人類進食感染瘋牛症的牛隻，會有可能染上可致命的克雅二氏症。事件一時間引起國際恐慌，歐盟隨即宣佈全面禁止英國牛肉出口，迫使時任首相馬卓安推出一個為期30個月的計劃，分階段銷毀所有年滿30個月以上的牛隻，以重拾公眾對食用英國牛肉的信心。政府採取一連串的強硬措施以後，歐盟到1998年11月才同意撤銷禁制英國牛肉出口的規定。
由1995年至2000年間，英國一共有約80宗民眾懷疑進食染病牛隻而感染克雅二氏症死亡的案件，政府緩慢的行動和回應引來了公眾輿論的抨擊，促使工黨政府委任菲利普斯調查瘋牛症事件的來龍去脈，以及提出措施解決問題。在調查委員會擔任主席的兩年期間，菲利普斯深入展開調查，他除了親自審閱超過3,000份相關卷宗，又研究了逾600份證人供詞，以及接見了逾300名證人，這些證人包括政府官員、科學家、以至是克雅二氏症死者的家屬。由於調查工作繁浩，加上在1999年1月被奉召參與有關前智利總統奥古斯托·皮诺切特的引渡聆訊，使得菲利普斯要在晚上加班處理調查工作，後來還提出要求把調查限期由原來的1999年6月推遲到2000年3月，未幾再進一步推遲到2000年9月。
菲利普斯主持的調查委員會前後共費2,700萬英鎊公帑，而稱之為《菲利普斯報告書》（Phillips Report）的調查報告則在2000年10月2日正式發表。報告書未有把瘋牛症事件的起因歸咎於任何一方，也沒有對任何人士和官員作出譴責，因此當時不少評論認為報告書是為前保守黨政府的官員開脫責任。雖然如此，菲利普斯早在調查於1998年開始時，以及在報告書中一再重申，調查目的不是要追究責任，而是要找出原因，從失誤中學習。在報告書中，菲利普斯對事件總結出兩個成因，第一是政府透明度低，官員擔心引起公眾恐慌，而且出於保護業界利益而遲遲不願承認瘋牛症與克雅二氏症的關係，使公眾有被欺騙的感覺；至於另一個原因是政府未能及時根據科學研究得出的數據，對問題即時採取有效的行動回應，但他在報告書中一再強調，政府從來沒有就事件欺騙公眾。

##### 皮諾切特案

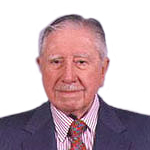
事件主角智利前總統奥古斯托·皮诺切特

在1999年1月12日，尚在瘋牛症調查委員會供職的菲利普斯，獲得擢升為上議院常任上訴法官，並獲冊封為終身貴族，封號為倫敦康登自治市貝爾賽茲園，沃斯麥特勒佛的菲利普斯男爵（Baron Phillips of Worth Matravers, of Belsize Park in the London Borough of Camden），他所選的封邑沃斯麥特勒佛（Worth Matravers）是一個位於多實郡的小村莊，菲利普斯少時常與家人在那裡度過假日。
由於菲利普斯要處理瘋牛症事件的調查工作，致使他很少有機會參與上議院的案件聆訊，其中一次是在1999年1月奉召聯同另外六位常任上訴法官，審理有關智利前總統奥古斯托·皮诺切特的引渡聆訊。皮諾切特是智利前獨裁者，1973年至1990年間對智利實施軍事獨裁，任內被指排除異己，外界指出在他治下，有近3,000人因政治原因被誅除、另有約30,000人遭政治迫供。在1998年10月，西班牙法官巴爾塔薩·加爾松發出拘捕令，指控皮諾切特在軍事獨裁期間殺害和拷問西班牙公民，要求英國政府引渡正在當地接受治療的皮諾切特到西班牙受審。
菲利普斯參與審理皮諾切特的引渡聆訊前，上議院另外五名常任上訴法官早已在1998年11月的時候裁定，皮諾切特犯下的人權罪行與國際法相抵觸，因此他不可引用英國的《1978年國家豁免法令》，讓自己透過智利前總統的身份而享有免被引渡的豁免權。然而，其中一名主審法官賀輔明勳爵（Lord Hoffmann）後來被指是一間與國際特赦組織具密切聯繫的慈善團體之董事，存在角色衝突，所以才導致案件在1999年1月重審。在這次聆訊當中，菲利普斯與另外六名法官花了兩個月的時間聆訊，最終在同年3月決定維持原判，裁定皮諾切特需要引渡到西班牙受審。菲利普斯與其他主審法官認為，由於英國在1988年才正式確認《聯合國禁止酷刑公約》，因此上院只可根據皮諾切特在1988年以後犯下的人權罪行，來衡量他應否被引渡。在這個原則之下，儘管皮諾切特的絕大部份罪行在1988年前發生，但上院法官以他在1988年以後仍有觸犯零星的人權罪行為理由，裁定他可被引渡。
社會上對於菲利普斯等法官的裁決持有不同意見，一方面有不少人權組織歡迎他們的裁決，但另一方面，與皮諾切特友好的前首相戴卓爾夫人和前美國總統喬治·H·W·布殊，以至於部份智利民眾，卻希望皮諾切特能夠返回智利。事件擾攘多時，到2000年1月，時任內政大臣施仲宏鑑於皮諾切特健康欠佳，不適合接受司法審訊，因此運用酌情權讓皮諾切特返回智利。施仲宏的決定令引渡風波劃上句號，但在當時卻引起很大的爭議。

##### 主事官與其他公職
出任上院常任上訴法官僅一年多的菲利普斯，在2000年6月獲擢升為卷宗主事官兼民事司法長（Head of Civil Justice），成為英格蘭及威爾斯地區內僅次於首席法官的最高級法官。由於當時他仍然處理瘋牛症調查委員會的工作，所以他在同年10月才正式履行新的職務。
向來主張改革和作風創新的菲利普斯，在早年已提倡法庭電腦化，並且以熱愛騎自行車上下班而為人所知，因此他在主事官任內也不例外。作為民事司法方面的首長，他對民事案件訟費過高的問題表達關注，認為有需要對民事司法作出全盤的現代化改革。事實上，雖然英國的民事司法制度已在1996年經歷過大幅度的變革，但訟費過高的問題依然存在。他指出，由於政府撥給的經費太少，使到各級民事法庭在法官薪酬以至是法庭營運等各方面的經費，都需要由與訟人承擔，結果造成民事訴訟案件訟費過份昂貴。如果情況持續下去，普通民眾將難有財力參與民事訴訟，長遠影響法院的效率和效用，最終導致整個民事司法制度崩潰。
菲利普斯在2002年曾建議政府對民事法庭方面的經費由原來的每年4億英鎊逐步增加至7億英鎊，以減輕與訟人的負擔，惟建議未有得到採納，而民事訴訟昂貴的問題也始終未能得到有效解決。相反，由於通貨膨脹等原因，每宗民事訴訟的平均訟費更在1999年至2009年的10年間上升一倍，迫使政府在面對經濟不景的情況下，於2009年考慮進一步調升訟費和削減民事法庭的經費。
另外，在主事官任內，菲利普斯還出任過不少與司法相關的公職，其中計有在2000年至2005年間身兼大憲章信託信託人、牛津大學納菲爾德學院和倫敦大學學院兩所學院的督學、以及是英政府的大法官公共檔案諮詢委員會主席，在2000年起，他還出任全球法研究所顧問理事會理事。至於在出任主事官以前，菲利普斯也曾在1991年至1997年任英國文化協會法律諮詢委員會主席、1992年至1997年任法律教育理事會主席、1993年至2005年任英國海事法協會副主席、1999年至2007年任歐洲法及比較法研究所顧問理事會理事、和自1999年起任英國國際法及比較法研究所管理理事會理事。
在2005年6月，首相府宣佈擢升菲利普斯為英格蘭及威爾斯首席法官，他隨後於同年10月1日就任。上任首席法官後，他進一步在2005年起出任英國海事法協會主席、在2005年至2008年間兼任劍橋大學達爾文學院督學、和在2006年至2008年出任歐盟各國最高法院主席網絡主席。在2009年，菲利普斯又出任伯恩茅斯大學校監，並在2011年起出任特許仲裁員學會贊助人。

#### 改革司法（2005年－2012年）

##### 推廣社區刑罰
菲利普斯上任英格蘭及威爾斯首席法官之時，適值工黨貝理雅政府正著手推動一連串的司法改革，國會方面更在2005年3月通過《憲制改革法令》，為大刀闊斧的改革作好準備。傳統上，首席法官一般會兼任高等法院皇座法庭庭長，但因應法令帶來的變動，菲利普斯就任後未有兼任皇座法庭庭長一職，取而代之的是由新設立的皇座法庭分庭庭長擔任。未幾，菲利普斯再根據法令的安排，在2006年4月從大法官繼承部份權力，兼任英格蘭及威爾斯司法機構首長，對兩地各級法官作出監督。
菲利普斯在首席法官任內對司法制度提出多方面的建議，當中較主要的，是提倡法官課刑的時候，更多以社區為本的刑罰取代傳統的監禁刑罰，以解決英格蘭和威爾斯兩地監獄人滿為患的問題。菲利普斯認為，囚犯數目上升，源於國會在2003年通過的《刑事司法法令》規定法官要對殺人犯和其他重罪罪犯處以更長的監禁年期，結果造成監獄囚室短缺，在個別嚴重的例子，更出現一人囚室被迫容納兩人或以上的情況，甚或有監獄因拒收囚犯，導致囚犯滯留在警署的羈留室服刑。
菲利普斯曾多番公開建議讓一般罪犯接受社會服務令一類的社區刑罰，透過親身服務社會，他相信罪犯比起待在擠迫的監獄，更容易得到改過自身的機會；而判處監禁，只該用作法官懲罰罪犯最後和必要的手段。為了推廣社區刑罰的好處，他甚至曾親身穿上清潔工制服到一個地方議會的物業打掃，體驗被判處社區刑罰的滋味。然而，輿論對於應否廣泛採用社區刑罰，沒有一致的共識。一方面，有些輿論認為如果法院判刑太輕，將難起阻嚇作用；另一方面，政府也不太積極於推動社區刑罰，相反卻在2007年6月推出一項提早假釋計劃，讓服刑表現良好的囚犯大幅縮減在囚時間。在計劃推出首大半年，共有多達18,000名囚犯獲釋，但傳媒發現獲釋的囚犯當中包括兩名恐怖份子和七名性罪行罪犯，結果引起輿論猛烈批評。
針對假釋計劃，菲利普斯批評政府的做漠視法官當初判處的刑罰，直接縮短在囚時間而不代之以社區刑罰，更是毫無意對可言。另外，菲利普斯又反駁傳媒指控法院判刑太輕的批評，指出如果法官對一名罪犯判處五年的監禁，已經可視為相當嚴厲的懲罰，所以對於更輕微和一般的罪行，法庭值得考慮處以社區刑罰。雖然菲利普斯的主張後來獲得國會司法委員會在2010年1月發表報告支持，但興建更多監獄和提早假釋囚犯，依舊是政府解決監獄擠迫的主要手段，這使到英格蘭和威爾斯的囚犯人口節節上升，到2010年5月達到85,201人的歷史高位，後於2011年9月再創下87,214人的新高。

##### 司法部門改革
菲利普斯在首席法官任內與政府的另一項爭議，是反對政府計劃設立司法部以取代原來的憲制事務部。早於2003年的時候，政府曾建議廢除集行政、立法和司法三權於一身的大法官一職，以希望體現三權分立的民主精神。但是，司法界普遍認為大法官一職具悠久歷史，在憲制上擁有重要地位，再加上政府事前未有就裁撤大法官一事作任何諮詢，因此對建議予以反對。當時政府只好裁撤大法官轄下的大法官部，改為設立憲制事務部，由大法官兼任新設立的憲制事務大臣一職，作為新部門的首長。

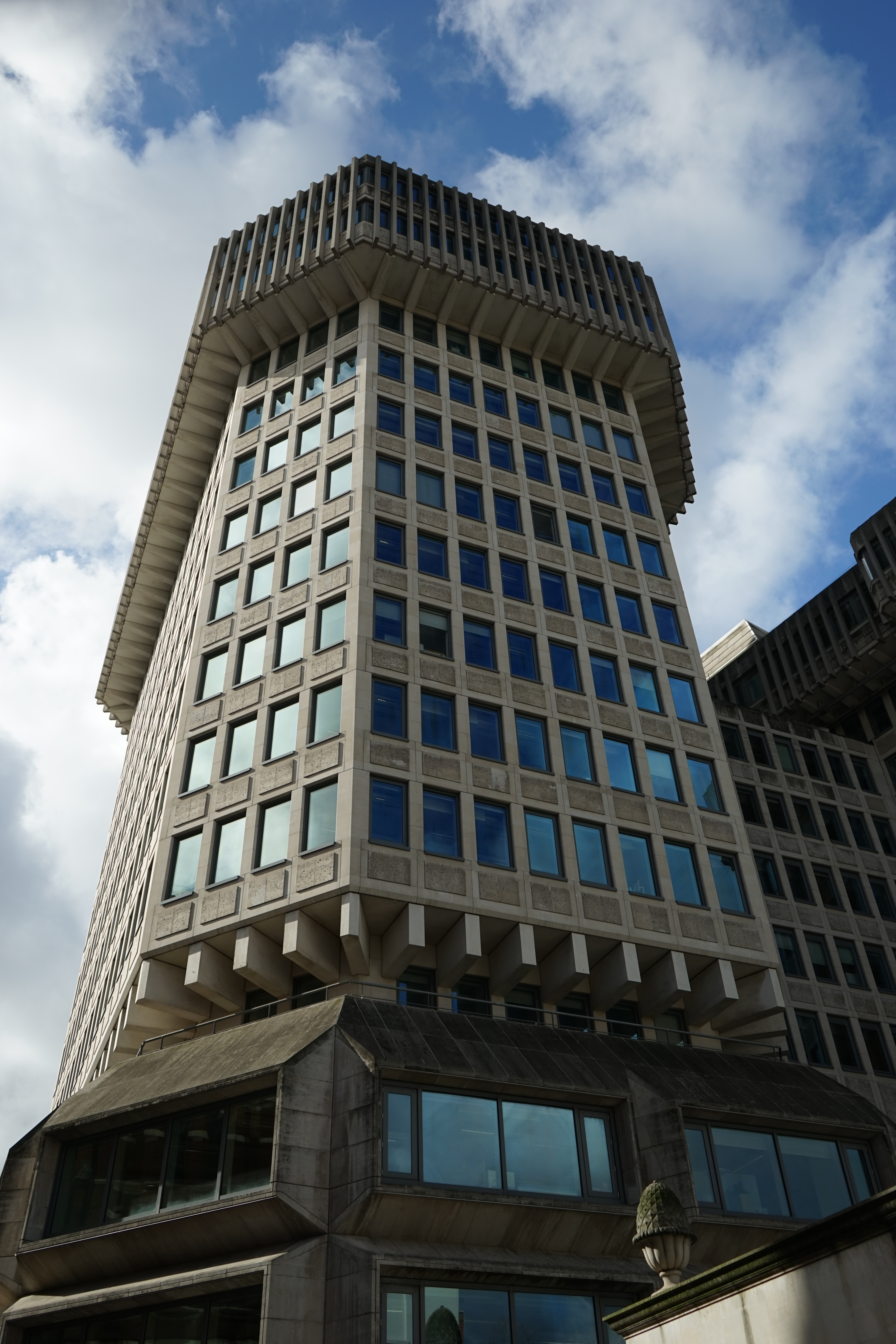
2007年成立的司法部

經過第一輪改革後，首相貝理雅在2007年3月突然宣佈把內政部有關監獄事務和課刑政策等職責移交到憲制事務部，使內政部只專注於警務、反恐、本土安全、出入境和身份證明文件方面的工作；至於憲制事務部重組後，將重新命名為司法部，並繼續由大法官兼任新設立的司法大臣，但大法官將不再按傳統由上議院貴族出任，改由下議院議員擔任。雖然貝理雅與時任內政大臣韋俊安不約而同地強調重組部門是為了更有效地應對時局所需，但輿論卻質疑重組後各部門將難以協調，更將對整個刑事司法制度的改革構成障礙。
在同年5月出席國會憲制事務委員會一個會議的時候，菲利普斯也公開批評政府的決定，他表示自己在閱報的時候才得悉有關消息，質疑政府為何事前不作任何諮詢。另一方面，鑑於憲制事務部本身管轄負責法院行政的女皇陛下法院服務署，他擔心部門接管有關監獄事務和課刑政策等職責後，新成立的司法部會更側重於監獄方面的工作，變相對法院的關注度和支援下降。他還指出，新的司法部同時負責監獄、課刑和法院方面的事務，有可能危及司法獨立，司法部甚至有機會受到來自監獄或其他方面的政治壓力，制定危害司法的政策和決定，從而釀成「嚴重的憲制問題」。
菲利普斯的反對聲音未能阻止司法部在2007年5月8日正式成立，而司法部成立後也始終未能完全釋除他的疑慮。在2008年3月的一份法院年報中，他對政府和司法部再度表達憂慮，他特別指出英格蘭和威爾斯兩地700多座法院物業尚欠2億英鎊的維修經費，當中9,000萬英鎊具相當的迫切性，如果司法部不撥出充足經費，將對法院服務構成影響；此外，他還關注到政府為了控制囚犯數量，刻意透過立法手段制定年期更短的刑罰，他擔心這類具政治動機的立法傾向有機會左右法官在課刑方面的權力，導致法庭的權力遭受政府「過份嚴重的僭越」。

##### 創立最高法院
在2008年10月1日，菲利普斯獲進一步擢升為上議院首席常任上訴法官，一躍而成上院法官之首。他在任內最重要的工作，是在翌年10月1日創立聯合王國最高法院，以取代上議院原有的司法職能。
長久以來，上議院一直是英國的終審法院機構，對全國絕大部份案件均享有終審權，所有送交上議院的上訴案件，皆由上議院的常任上訴法官審理，這批上院法官為數共12位，他們雖然擁有上院議員的身份，但很少參與上院辯論，以確保司法獨立。此外，上院法官還會在樞密院司法委員會供職，審理來自個別殖民地、英聯邦王國和英聯邦成員國的海外上訴案件，以及個別涉及教會和權力下放等事宜的本土上訴案件。

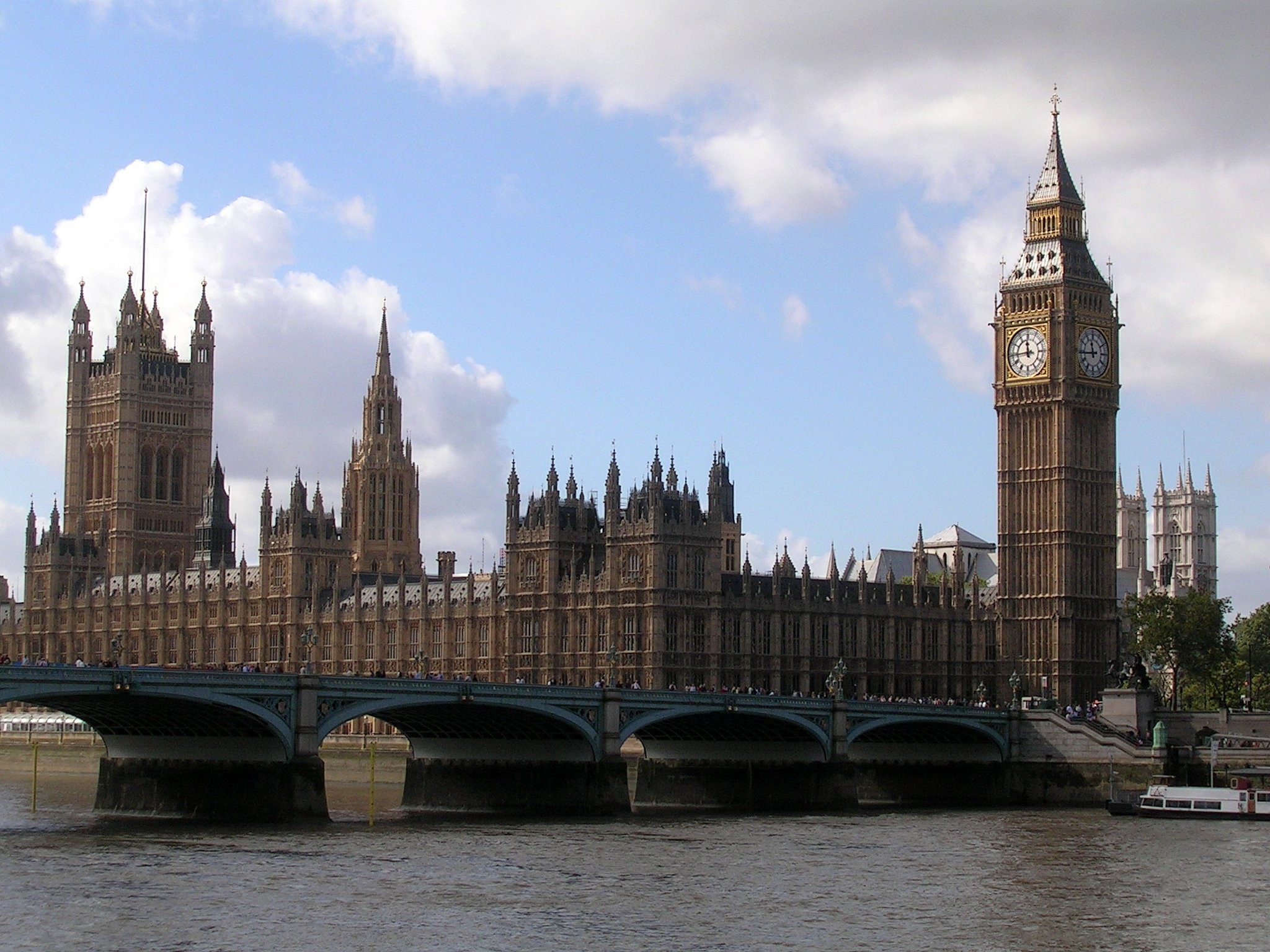
上院法官昔日在西敏宮內審案

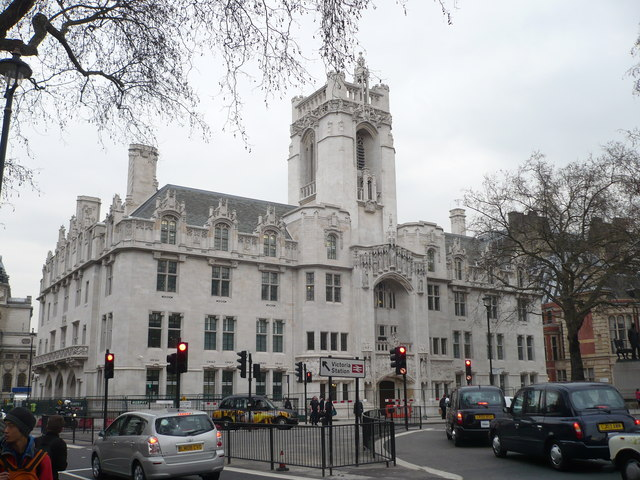
2009年廢除上院司法職能後，最高法院取代了其職能

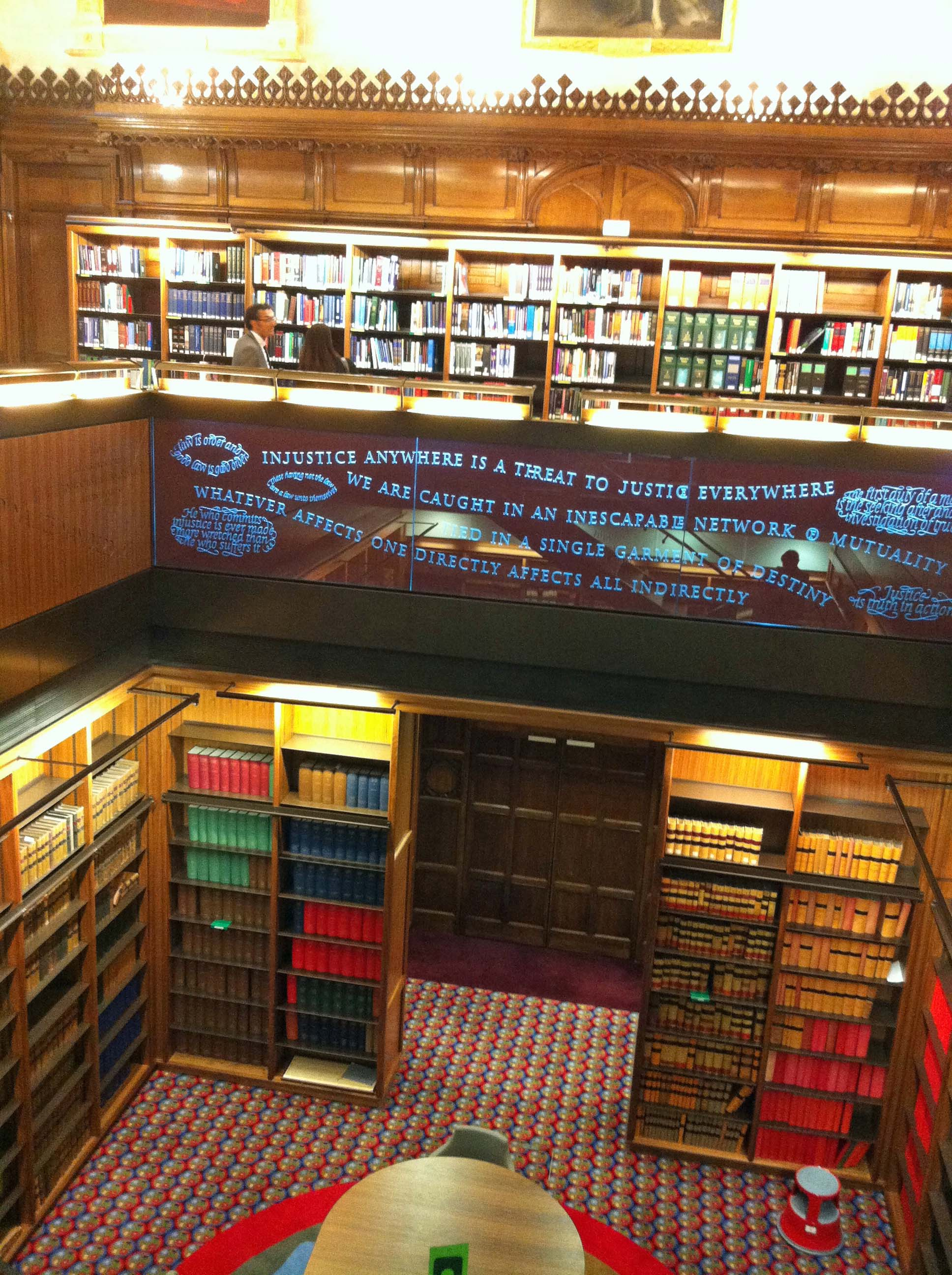
最高法院設有法官和職員專用的法律圖書館

早在擔任主事官的時候，菲利普斯已支持時任首席常任上訴法官賓厄姆勳爵提倡設立一所聯合王國最高法院的構思。設立最高法院的主要論據，在於上議院身為立法機關，本身就不應該集立法權和司法權於一身，儘管上議院的終審權由上院法官掌握，但這個架構除了令不熟悉英國憲制的人士感到混淆之餘，也有違三權分立及司法獨立的基本原則。他們認為，英國如果要和世上主要的民主國家看齊，就應該順應潮流，設立獨立的最高法院和廢除上議院的司法職能。
除此之外，菲利普斯與賓厄姆等法官埋怨上院的資源分配由國會行政當局負責，但國會上下兩院以立法為主要工作，這使到分配予上院法官的資源相對較少，而法官本身也無從決定資源如何調配。再者，上院所在的西敏宮空間有限，主要的房間均用作議事和議員辦公用途，結果上院法官只可以在非常有限的空間處理大量的上訴案件，嚴重影響審案效率。
自《2005年憲制改革法令》通過後，政府即著手籌備設立全新的最高法院，而菲利普斯就任首席上院法官後，也參與了最高法院的籌備工作。在2009年7月，菲利普斯主持了上議院最後一次聆訊，標誌著上院司法職能的終結；同年10月1日，他與其他最高法院法官進駐用作聯合王國最高法院大樓的前米德爾塞克斯市政廳，並以英國歷史上最後一任上院首席常任上訴法官的身份，正式過渡成為聯合王國最高法院首任院長。包括菲利普斯在內的12名上院法官當中，共有10名法官過渡到最高法院就任為最高法院法官。同月16日，大樓再由英女皇伊利沙伯二世主持揭幕典禮。
聯合王國最高法院的總籌建開支約為5,690萬英鎊，另外法院的搬遷費用為1,800萬英鎊，而法院啟用初期的每年營運開支估計約為1,350萬英鎊。翻新作為最高法院的前米德爾塞克斯市政廳毗鄰上院法官昔日的辦公地點西敏宮，但空間則更為寬敞。整座大樓除了完全用作法院用途外，大樓內還附設有法律圖書館和一個常設展覽廳，至於原本位於唐寧街的樞密院司法委員會法庭，也相應遷到最高法院三號法庭辦公。
雖然最高法院順利啟用，但菲利普斯認為不少問題尚待政府解決，其中一項是樞密院司法委員會的角色問題。他指出，最高法院作為英國的終審機構，法院裡的法官卻花上大約一半的時間審理來自其他英聯邦地區，尤其是加勒比海地區的上訴案件，這除了加重法官的工作負擔，也不符合英國的利益。菲利普斯曾建議樞密院應該減少審理其他英聯邦地區的上訴案件，並提倡這些英聯邦地區長遠應該設立屬於自己的最高法院，從而停止把案件轉介到英國樞密院。
不過，菲利普斯這種看法卻遇到不少來自英聯邦地區的阻力。以加勒比海地區為例，當地事實上早於2001年已設立加勒比司法院，希望長遠能夠取代樞密院作為最高法院，但鑑於加勒比司法院的司法獨立性受到質疑，再加上加勒比海各國黨派政治的影響，故此司法院成立以後，加勒比海絕大部份的英聯邦成員國仍選擇以樞密院作為最高法院。對這些國家而言，以樞密院作為終審法院，不單可藉此享用優秀的普通法司法服務，從而確保這些國家的司法獨立，而且這些國家無需補貼樞密院的營運開支，遂成為他們繼續沿用樞密院的主要考慮因素。
另一方面，針對最高法院的經費撥款安排，菲利普斯在2011年2月的時候曾經提出司法部應該把最高法院的經費設於固定水平，而且應該獨立於其他司法服務的經費，否則將威脅最高法院的司法獨立。他又批評司法部的撥款安排使最高法院淪為「司法部帝國的延伸」，而最高法院行政總裁同時對他和司法部問責，也使到最高法院的獨立性受到動搖。菲利普斯對於撥款安排的質疑，是因為政府當時正採取一系列削減公共開支的措施以應對經濟衰退，使到司法部轄下女皇陛下法院服務署的經費被大幅削減，由於最高法院的經費由法院服務署撥出，這意味最高法院的經費可能因為法院服務署被削減經費而連帶受到拖累，使法院服務受到影響。
儘管如此，時任司法大臣祁淦禮卻對菲利普斯的建議作出反駁，他表示，司法獨立是英國的核心價值，最高法院如何獲得經費，與其司法獨立本身沒有關係，因此最高法院沒有理由享有與其他法院和政府部門與別不同的撥款安排。他強調在政府受到法律規範的前提下，法庭是完全不會受到政治干預的，所以政府對法庭營運以至是薪酬等的行政安排，並不會對司法獨立產生任何影響。

##### 變革法官形象
除了創立最高法院，大幅簡化法官的傳統服飾是另一項由菲利普斯推動的重要變革。在他提出改革法官服飾以前，在2000年代初擔任大法官的勳爵和英格蘭及威爾斯首席法官伍爾夫勳爵，已不約而同地在任內提出改革法官的傳統服飾，使之更能夠貼近現代社會的步伐。在當時擔任主事官的菲利普斯也十分支持他們的建議，他認為傳統上以身穿官服和假髮審理案件可有助「去人格化」的理據，或許仍適用於刑事案件，但對於民事案件而言，就的確沒有必要再穿戴假髮審案。法官事實上與正常人一樣生活，因此不應穿著傳統的官服，錯誤地予人一種高高在上的感覺。
以高等法院為例，在菲利普斯推出改革前的法官官服多達五款，簡單而言，主審刑事案件的法官會身穿紅色禮袍，而主審民事案件的法官會身穿黑色禮袍，兩類禮袍均有冬夏裝之分，而且還要配上圍巾、腰帶、綬帶、白色圍領和領飾等衣飾；至於主持行政法庭和商業法庭的法官，則會身穿類似大律師所穿著的簡單黑色絲質禮袍，而所有法官不論類別，均要在法庭審案時穿戴假髮。但在菲利普斯促成下，自2008年10月起，高等法院主審刑事案件的法官只保留冬裝紅色官服，並繼續穿戴假髮；至於上訴法院和高等法院審理民事和家事案件的法官，則一律停穿傳統官服和假髮；巡迴法官方面，他們可按照自己意願決定是否繼續穿著傳統官服，但即使選擇傳統官服，也得停止穿戴假髮、白色圍領和領飾。
在新政策下，所有停止穿著舊式官服的法官，在主持開放予公眾旁聽的民事或家事訴訟時，一律要穿著新式民事官服，其他閉門的內庭聆訊更只需穿著普通西裝。這款新式官服由時裝設計師貝蒂·傑克遜（Betty Jackson）義務設計，特點在於比傳統官服簡單得多，像一襲配以類似中式豎領的深藍色連身長袍，衣領領口對下的左右兩旁分別附上一塊顏色布塊，代表不同級別，金色的代表上訴法院法官或高等法院各庭庭長、紅色代表高等法院法官、藍色代表區域法院法官、而粉紅色則代表聆案官或經歷司。
菲利普斯在2007年5月公佈局部停用傳統官服的決定時，當局已經進行了四年的諮詢，而當時一項訪問了1,600名國民和500名法庭訪客的民意調查顯示，有多達百分之64的受訪者認為應該引入現代化的法官官服；但在另一項訪問了超過1,000名法官的調查卻發現，有逾百分之70的受訪法官認為他們在審理刑事案件的時候，應該繼續穿著妥當體面的官服。菲利普斯當時指出，一筆過更換新的官服，將要動用20萬英鎊公帑，但政府因為無需再向部份法官發放用以購買傳統官服和假髮的津貼，可從中每年節省30萬英鎊；他原先還希望法官可以在2008年1月起穿上新式官服，但由於官服未能趕及限期前製成，結果要押後到同年10月才正式推出。
然而，對於法官應否棄穿傳統官服，各界一直傳有爭議，儘管菲利普斯曾強調新式官服得到主流支持，但不少意見卻指新式官服貌似天主教神父的祭袍、法西斯衝鋒隊員制服、甚至是美國科幻劇集《星空奇遇記》內的戲服，反而有失法官莊嚴。新式官服推出後，有調查訪問了104名高等法院法官，結果在回覆調查的72名法官當中，有40人希望廢除新式官服，只有32人支持繼續採用或作出修改。
菲利普斯在2008年就任上院首席常任上訴法官後，由於上院法官向來在訴訟中只穿西裝，沒有官服，因此並不需要對上院法官服飾作任何特別的改革。在2009年創立最高法院後，上院法官的服飾安排基本上得到保留，但是與訟雙方的大律師和法律團隊，則繼續按照傳統穿著法袍和假髮上庭。到2011年11月，菲利普斯宣佈出席最高法院或樞密院司法委員會任何訴訟的大律師和法律團隊，均可選擇不穿假髮，甚至是完全不穿戴任何律師服飾，以希望透過簡化法庭服飾，使司法體系顯得更現代化和與時代接軌。值得一提的是，為了促進法庭現代化，菲利普斯在最高法院院長任內還通過了不少變革，當中包括在2011年2月起准許法庭內的律師、記者、以至是公眾人士使用電郵和Twitter等文字訊息服務，以提升法庭的透明度，收便利公眾之效。

##### 人權和其他法律觀點

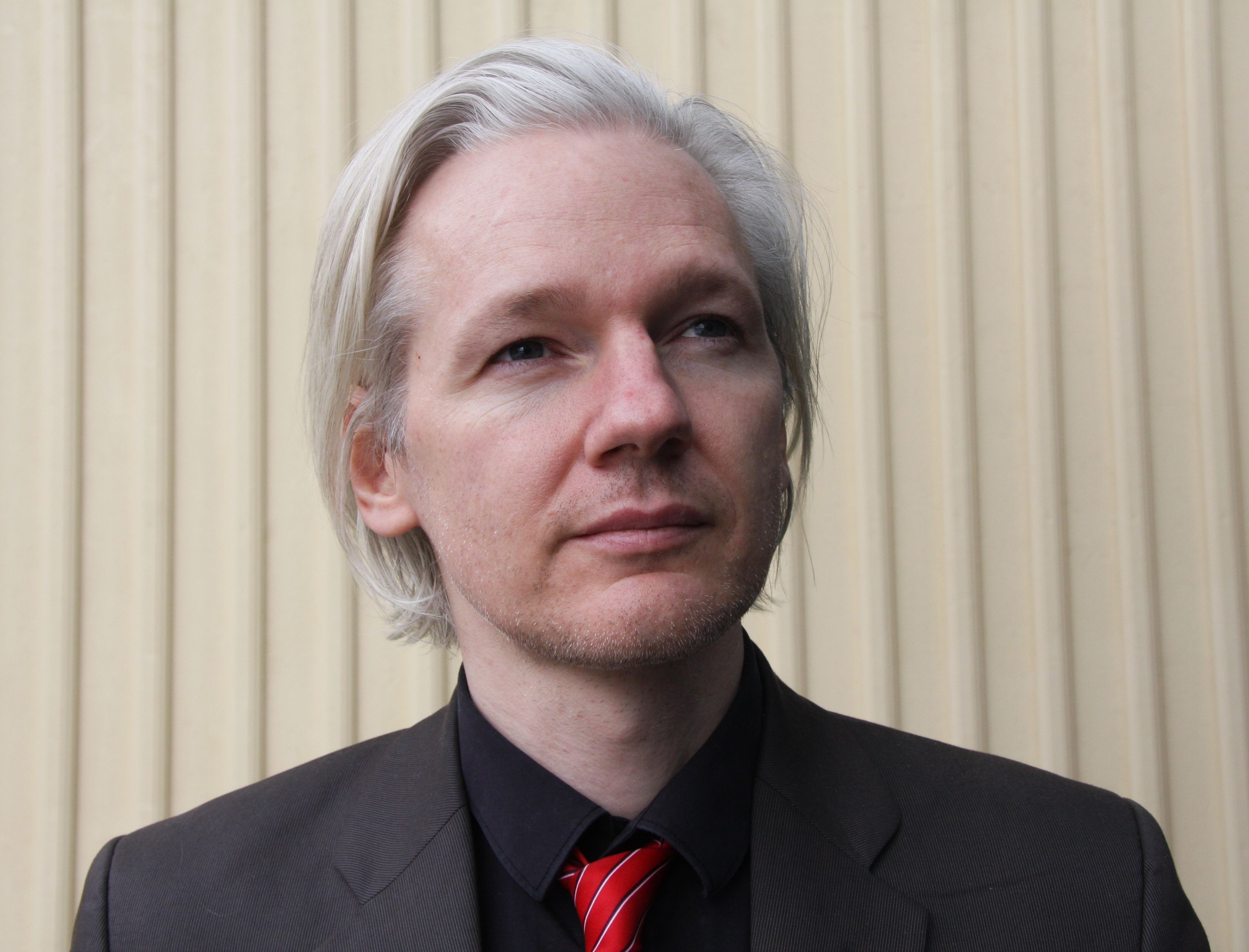
范理申在2012年5月30日裁定，瑞典檢控當局對維基解密創辦人朱利安·阿桑奇（圖）發出的引渡令有效

在主事官、英格蘭及威爾斯首席法官、首席上院法官、以至是最高法院院長任內，菲利普斯先後參與審理上訴法院、上議院和最高法院多宗涉及人權的訴訟。較早期的例子包括在2001年10月推翻高院的裁決，裁定政府以入境拘留中心短暫拘留等候政治庇護申請結果的人士，是合法和不會損害被拘留人士人權的做法；不過在2003年3月，他與其他主審法官維持了另一宗的高院裁決，裁定政府以難民沒有在入境時申請庇護為理由，拒絕讓這類人士申領庇護者福利，是違反《歐洲人權公約》的精神。
在2006年，菲利普斯在上訴法院裁定《星期日郵報》在未經許可下公開皇儲威爾斯親王查理斯在1997年撰寫的私人日記，是侵犯了查理斯本人的版權和私隱，並重申查理斯與家人的私人生活受到《1998年人權法令》的保障。《星期日郵報》公開的日記內容記載了查理斯在1997年出席香港主權交接儀式的所見所聞，當中他把中國國家主席江澤民和他的主要官員形容為「駭人的殘舊蠟像」，事件令查理斯感到尷尬。
針對恐怖主義活動與人權的關係，菲利普斯在2008年的一宗上訴法院裁決中認為，五名信奉伊斯蘭教的青年在網上下載和分享宣揚極端主義的資料和文章，並不屬於恐怖主義罪行，因此裁定五人無罪獲釋。及至2010年，他又在最高法院裁定，財政部不可隨便凍結恐怖份子嫌疑犯的財產，指出有關做法超越了政府應有的權限。不過，在另一宗於2009年頒布的上議院裁決當中，菲利普斯與其他主審法官支持政府遣返被指與阿爾蓋達具密切聯繫的伊斯蘭激進教士阿布·卡塔達到約旦接受司法審訊，理由是約旦政府已向英國保證在該國觸犯恐怖主義罪行的卡塔達將得到公平的審訊。然而，歐洲人權法院隨後於2012年2月推翻了菲利普斯等法官的裁決，指出英國政府無從保證約旦當局會否使用一些透過拷問其他人士而獲得的證據以指證卡塔達，因此裁定英政府不可遞解卡塔達返回約旦。
菲利普斯審理的多宗人權案件均引用到具爭議性的《1998年人權法令》，由於該法令正式使《歐洲人權公約》成為英國法律的一部份，對英國政府和法院起約束力，再加上法令賦予法官權力詮釋《公約》條文，這使到外界擔心英國的司法干預和司法積極主義抬升，從而左右到政府在各方面，尤其是在美國九一一恐怖襲擊後有關出入境管制、反恐和政治庇護方面的政策。較顯著的例子，是上院法官在2004年裁定政府不可根據《2001年反恐、罪行與保安法令》，在未經審訊的情況下拘禁懷疑恐怖份子。鑑於有關法令與《1998年人權法令》相抵觸，裁決結果迫使政府停止拘禁這類人士，並隨即制定另一條《2005年防止恐怖主義法令》，改以類似軟禁的形式監管這類人士的活動。事實上，保守黨一直對《1998年人權法令》提出質疑，並主張制定一條更符合政府需要的《人權草案》以取代《人權法令》；有保守黨成員曾經聲稱，由於法令賦予的權力太大，導致有非法入境者以為了照顧貓兒為理由，獲法官批准定居英國；甚至有強姦犯因為上訴遭到延誤，被法庭頒令可從政府獲得賠款。雖然這些「案例」後來大多被證實與事實不符，但也反映出政界對《人權法令》的不滿。
面對外界對《人權法令》的種種指控，菲利普斯曾多次作出辯解。他指出如果新移民感到他們的人權在英國不受重視，反而會增加他們的仇恨和對恐怖主義的同情。他曾經強調如果「尊重人權是意識型態戰爭中關鍵的武器」，那麼《人權法令》就是「我們對抗恐怖主義的重要基石之一部份」，對抵抗恐怖主義起重要作用。他還呼籲公眾不應該因為法庭在三數宗性質極端的案件中作出不為大多數人滿意的判決，就對人權觀念產生誤解。
除了人權事務，菲利普斯在擔任各級司法首長期間，也提出過不少法律觀點，並對一些重大案件作出裁決。在首席法官任內，他曾經強調在不抵觸英格蘭及威爾斯法律的前提下，法律制度完全容許公眾引用《伊斯蘭教法》或其他宗教法典作為仲裁依歸；而關注到政府在2008年計劃修改法例，禁止男性嫌犯以伴侶與他人有染為理由，作為激發謀殺伴侶的動機，菲利普斯認為這等同法庭不可把伴侶不貞作為特別的考慮因素，可能加添案件的複雜性，令陪審團感到困擾。政府後來擱置有關計劃，意味謀殺伴侶的男性嫌犯仍可以伴侶不貞為殺人動機，獲考慮由謀殺罪改控誤殺罪。
在最高法院院長任內，他在2009年裁定銀行無需向客戶退還因未經授權透支而徵收的高昂費用，避免銀行界要向廣大客戶作出數以十億英鎊計的賠款，但卻使高昂的費用變得合理化。在2010年，他又裁定三名在國會津貼醜聞中涉嫌詐取津貼的前下議院議員，不可以運用國會特權交由下議院聆訊，而是要與普通人一樣在法庭接受刑事審訊。三人後來均被下級法院裁定罪名成立，被判處監禁的刑罰。在2011年，他在一宗索償案件中裁定，在1952年至1958年間因參與英軍核試而得到後遺症的退伍軍人，有權透過高等法院向國防部提出索償。另一方面，菲利普斯也曾經裁定婚前協議得到法律認可、被錯誤定罪的人士可向政府提出索償、以及對希望執行安樂死但又擔心伴侶因提供協助而被控謀殺的人士表達「極大的同情」。菲利普斯在最高法院審案不絕，面對沉重的工作壓力，使得他每天早上五時就要起床準備工作，有候甚至在清晨三時就要起床。
菲利普斯在任最高法院院長的後期還參與了維基解密創辦人朱利安·阿桑奇的引渡上訴。阿桑奇在2010年11月被瑞典當局指控在當年8月到訪當地的時候，分別性侵犯兩名女子，阿桑奇隨後在同年12月主動向倫敦警方投案，但未幾瑞典即向英方提出引渡阿桑奇接受調查。雖然阿桑奇否認指控，又指瑞典當局的引渡請求背後含有政治目，但西敏市裁判司署和高等法院的引渡聆訊均先後裁定阿桑奇須接受引渡安排。在2012年2月1日和2月2日，菲利普斯主持最高法院合議庭就阿桑奇的引渡上訴展開聆訊，合議庭七名法官最終以五比二決定維持原判，而支持的一方也包括菲利普斯。菲利普斯在5月30日宣讀裁決，但罕有地准許阿桑奇一方在14日內決定是否就一些法律觀點提出重審案件。
上訴案爭論的法律觀點在於瑞典檢控當局發出的引渡令是否有效，阿桑奇一方認為根據《2003年引渡法令》，引渡令必須由「司法當局」發出，但阿桑奇的引渡令是由瑞典檢控當局發出，因此沒有效力。不過，菲利普斯在判詞中指出，雖然法令並沒有解釋何謂「司法當局」，但「司法當局」並不特指法院或法官，檢控當局也可視作適當的「司法當局」，所以維持裁定引渡令有效。儘管菲利普斯准許阿桑奇提出重審，但阿桑奇最終不單放棄重審，而且還在2012年6月19日棄保走入倫敦的厄瓜多爾駐英使館尋求政治庇護。阿桑奇在大使館內一住七年，後期與厄方產生不少矛盾，促使厄方在2019年4月邀請警方進入大使館拘捕阿桑奇。同年5月，他因違反保釋條件被判監50星期，在囚期間一度面臨美國政府加控與《美國1917年間諜法》相關的18條控罪。幾經多方周旋，阿桑奇在2024年6月與美方簽署認罪協議及承認一項違反《間諜法》的控罪，最終在6月24日獲准從監獄保釋，翌日正式重獲自由返回家鄉澳洲。

### 退休生涯
菲利普斯原本到2013年1月才到75歲的法定退休年齡，但為了確保最高法院院長一職能夠順利交接，他在2011年10月宣佈提早在2012年9月30日卸任。儘管從英國司法界退休，但這並不代表他的司法生涯劃上句號，因為在2012年3月，香港政府宣佈他將於同年10月1日出任香港終審法院其他普通法適用地區非常任法官；在2012年5月，卡塔爾當局也宣佈委任他由同年9月起出任卡塔爾國際法院及爭議調解中心院長。菲利普斯在9月30日正式卸任最高法院院長一職，結束在英國司法界30年的生涯，遺下的空缺由原卷宗主事官廖柏嘉勳爵接替。2024年9月30日，范理申宣佈將於當天任期完結後，因個人理由，不再續任香港終審法院非常任法官，並強調並非因政治原因而退任。
菲利普斯在香港終審法院參與審訊的重大案件，包括在2013年12月與另外四名法官馬道立、李義、鄧楨和包致金一致裁定香港政府規定申領綜援的人士必須居住香港滿七年，是違反《香港基本法》的做法。判詞主要由李義撰寫，內容指出《基本法》訂明香港居民享有社會福利的權利，但沒有區分「永久性」和「非永久性」居民，因此港府不應單純以節省開支為理由訂下居港七年的門檻。此外，判詞還指出有新移民因為經濟理由希望申請綜援，但不代表他們對香港社會沒有貢獻，而且他們有權在港居留，就應該得到公平的對待。不過，裁決引起香港社會很大爭議，有輿論質疑動用公帑讓新移民領取綜援，對納稅人不公；也有輿論擔心裁決會吸引更多中國大陸人士為了尋求申領福利而移居香港，以及可能導致領取綜援的新移民人數急增。另有意見認為終審法院的判決有其道理，但港府應該從大陸當局收回單程證審批權，從質和量控制新移民，才是更有效的解決方法。
為表彰他對司法界的貢獻，英女皇伊利沙伯二世在2011年向他頒授屬於最高級騎士榮譽的嘉德勳章；此外，他也獲得多家大學頒授榮譽博士學位，當中包括艾克斯特大學、伯明翰大學、倫敦大學、伍爾弗漢普頓大學和美國華盛頓氏與李氏大學及威克森林大學等。早在2005年和2007年，他還分別獲邀榮任倫敦布商同業公會和造船業同業公會會員。

## 個人生活
菲利普斯在1972年娶克里斯蒂·瑪麗-特蕾莎·魯菲亞克夫人（Mrs Christylle Marie-Therese Rouffiac）為妻，魯菲亞克夫人本姓杜羅（Doreau），兩人共育有兩名女兒，而魯菲亞克夫人在第一段婚姻所生的一子一女，則成為了菲利普斯的繼子女。
菲利普斯的興趣包括登山遠足、游泳、出海、且喜愛法國和愛喝當地莫扎克葡萄釀造的紅酒。他是倫敦紳士會所布魯克斯會（Brook's）和加里克會（Garrick Club）的會員。

## 榮譽

### 殊勳
- 御用大律師（Q.C.） （1978年4月4日[14]）
- 下級勳位爵士（Kt.） （1987年5月7日[15]）
- 英國樞密院（P.C.） （1995年7月10日[22]）
- 終身男爵 （1999年1月12日[27]）
- 嘉德勋章（K.G.） （2011年4月23日[103]）
- 金紫荊星章（G.B.S.） （香港2023年授勳名單[104]）

### 頭銜
- 不包括司法頭銜
  - 先生 （Nicholas Phillips, Esq，1938年1月－1978年4月）
  - 先生，QC （Nicholas Phillips, Esq, QC，1978年4月－1987年5月）
  - 爵士 （Sir Nicholas Phillips，1987年5月－1995年7月）
  - 爵士閣下 （The Rt. Hon. Sir Nicholas Phillips，1995年7月－1999年1月）
  - 沃斯麥特勒佛的菲利普斯勳爵閣下，PC （The Rt. Hon. Lord Phillips of Worth Matravers, PC，1999年1月－2011年4月）
  - 沃斯麥特勒佛的勳爵閣下，KG，PC （The Rt. Hon. Lord Phillips of Worth Matravers, KG, PC，2011年4月－2023年7月）
  - 沃斯麥特勒佛的勳爵閣下，KG，GBS，PC （The Rt. Hon. Lord Phillips of Worth Matravers, KG, GBS, PC，2023年7月－）

### 榮譽學位

#### 榮譽法學博士
- 艾克斯特大學 （1998年[10]）
- 伯明翰大學 （2003年[10]）
- 倫敦大學 （2004年[10]）
- 國際海事法研究所 （2007年[10]）
- 伍爾弗漢普頓大學 （2009年[10]）
- 華盛頓氏與李氏大學 （美國，2009年[10]）
- 威克森林大學 （美國，2010年[10]）

#### 榮譽民法學博士
- 倫敦城市大學 （2003年[3]）

#### 榮譽院士
- 進階法律研究學會 （1999年[10]）
- 美國訴訟律師學院 （美國，2002年[3]）
- 劍橋大學英皇學院 （2004年[10]）
- 倫敦大學學院 （2006年[10]）
- 格雷律師學院 （榮譽監督，2009年[10]）
- 劍橋大學休斯學院 （2011年[105]）

## 注腳
1. ↑  "Births Mar 1938: Phillips, Nicholas A. （页面存档备份，存于）", FreeBMD, retrieved on 22 March 2014.
2. 1 2  Kidd and Shaw (2008), p. 1323.
3. 1 2 3 4 5 6 7 8  "PHILLIPS OF WORTH MATRAVERS, Baron", World Who's Who, retrieved on 6 April 2012.
4. 1 2  Lim (2003), p. 2.
5. ↑  "Supplement to Issue 35186", London Gazette, 6 June 1941, p. 10.
6. ↑  Lim (2003), p. 3.
7. 1 2 3 4 5 6  "The Right Honourable The Lord Phillips of Worth Matravers", The Chartered Institute of Arbitrators, retrieved on 6 April 2012.
8. 1 2 3  Lim (2003), p. 4.
9. ↑  Lim (2003), p. 5.
10. 1 2 3 4 5 6 7 8 9 10 11 12 13 14 15 16 17 18 19 20 21 22  "PHILLIPS OF WORTH MATRAVERS, Baron" (2012)
11. 1 2  Lim (2003), p. 6.
12. ↑  Lim (2003), p. 7.
13. 1 2  Lim (2003), p. 8.
14. 1 2  "Issue 47505", London Gazette, 6 April 1978, p. 2.
15. 1 2  "Issue 50938", London Gazette, 5 June 1987, p. 1.
16. 1 2  "Sir Anthony Barrowclough" (2003)
17. 1 2  R v Clowes and another (No 2) (1993)
18. 1 2 3 4 5  Lim (2003), p. 9.
19. 1 2 3  "Trial by jury in fraud cases could end" (1998)
20. 1 2  "Lords defeat no-jury trials plan" (2007)
21. 1 2 3  Lim (2003), p. 11.
22. 1 2  "PRIVY COUNSELLORS 1969 - present （页面存档备份，存于）", Leigh Rayment's Peerage Page, retrieved on 6 April 2012.
23. 1 2 3  "Lord Phillips: Chief inquisitor" (2000)
24. 1 2 3 4 5 6  "BSE and CJD: Crisis Chronology" (2000)
25. 1 2  Lim (2003), p. 12.
26. 1 2 3  Lim (2003), p. 13.
27. 1 2  "Nicholas Addison Phillips, Baron Phillips of Worth Matravers （页面存档备份，存于）", thePeerage.com, retrieved on 6 April 2012.
28. 1 2 3  Lim (2003), p. 14.
29. 1 2 3 4 5 6 7 8  "The Pinochet case: Timeline" (2000)
30. 1 2  "Phillips to be Lord Chief Justice" (2005)
31. 1 2 3 4  "Civil justice system 'close to collapse'" (2002)
32. ↑  "Judge criticises court fee plans" (2009)
33. ↑  "Lord Chief Justice", Judiciary of England and Wales, retrieved on 6 April 2012.
34. ↑  "Lord Chancellor gives up key role" (2006)
35. 1 2  "Top judge attacks sentencing laws" (2007)
36. 1 2  "Too many in jail, says top judge" (2006)
37. ↑  "Top judge calls for less jailing" (2006)
38. 1 2  "Top judge attacks early release" (2008)
39. ↑  "Jail terms 'weighty' says judge" (2006)
40. ↑  "Prison population 'should be cut' by third, say MPs" (2010)
41. ↑  "Reid announces new prisons plan" (2007)
42. ↑  "Prison numbers in England and Wales hits record high" (2010)
43. ↑  "Prison numbers in England and Wales reach record high" (2011)
44. ↑  "Prison population in England and Wales starts to fall" (2011)
45. 1 2 3  "Ministry decision shocked judges" (2007)
46. 1 2  "Home Office to be split into two" (2007)
47. 1 2 3 4  "Judges fail to back new ministry" (2007)
48. ↑  "Judge says courts 'overstretched'" (2008)
49. 1 2 3 4 5  "Q&A: UK Supreme Court" (2009)
50. ↑  Dymond (2007), pp. 12-13.
51. ↑  Dymond (2007), p. 15.
52. ↑  Lim (2003), p. 15.
53. 1 2 3 4 5 6  Lim (2003), p. 16.
54. 1 2  Doughty (2009)
55. ↑  "HM The Queen officially opens The Supreme Court of the United Kingdom" (2009)
56. 1 2  "Lord Phillips complains about the Privy Council" (2009)
57. 1 2  "Privy Council's complaint" (2009)
58. 1 2 3 4 5  "Supreme Court independence 'threatened' by funding" (2011)
59. ↑  "Wigs facing death sentence" (2003)
60. ↑  "Judiciary 'in touch with reality'" (2006)
61. 1 2  Lim (2003), pp. 16-17.
62. 1 2 3 4 5  "Changes to court dress", Judiciary of England and Wales, retrieved on 6 April 2012.
63. ↑  "court dress - Examples", Judiciary of England and Wales, retrieved on 6 April 2012.
64. ↑  "Lord Chief Justice models new gown for judges" (2008)
65. 1 2 3  "Civil case judges hold on to wigs" (2007)
66. 1 2  "Objection! Judges reject new robes" (2009)
67. ↑  "Revised guidance on court dress at the UK Supreme Court" (2011)
68. ↑  "UK Supreme Court court throws out legal dress" (2011)
69. ↑  "Twitter and e-mail use in Supreme Court allowed" (2011)
70. ↑  "Government wins asylum appeal" (2001)
71. ↑  "Blunkett's asylum appeal rejected" (2003)
72. 1 2  "Paper loses Charles diary appeal" (2006)
73. ↑  "Five students win terror appeal" (2008)
74. ↑  "Supreme Court quashes Treasury terror assets order" (2010)
75. ↑  "Abu Qatada deportation ruling at European Court" (2012)
76. ↑  "Abu Qatada wins Jordan deportation appeal" (2012)
77. 1 2  "Dictators in Wigs" (2003)
78. ↑  Wagner (23 April 2010)
79. 1 2  "Retiring Supreme Court president defends human rights" (2011)
80. ↑  "Top judge backs Human Rights Act" (2006)
81. ↑  Wagner (9 June 2010)
82. ↑  Rothwell (16 June 2010)
83. ↑  "Sharia law 'could have UK role'" (2008)
84. 1 2  "Murder law proposals criticised" (2008)
85. ↑  "Banks win Supreme Court case on overdraft charges" (2009)
86. ↑  "UK banks charging as much as 800,000% on overdrafts" (2011)
87. ↑  "Court rejects 'parliamentary privilege' expenses appeal" (2010)
88. ↑  "Nuclear test veterans win Supreme Court appeal bid" (2011)
89. ↑  "Supreme Court rules in favour of pre-nuptial agreement" (2010)
90. ↑  "Supreme Court allows miscarriage of justice appeals" (2011)
91. ↑  "Judge's assisted suicide sympathy" (2009)
92. ↑  "Why it is tough being a Supreme Court judge" (2011)
93. 1 2 3 4 5 6  "Julian Assange loses extradition appeal at Supreme Court" (2012)
94. ↑  "Wikileaks founder Julian Assange faces arrest, police say" (2012)
95. 1 2 3  "Julian Assange: A timeline of Wikileaks founder's case" (26 June 2024)
96. ↑  "Lord Phillips to take on two international judicial roles" (2012)
97. ↑  "New Supreme Court chief Lord Neuberger sworn in" (2012)
98. ↑  . 明報. 2024-09-30  [2024-09-30]. （原始内容存档于2024-10-01）.
99. ↑  News, 無綫新聞TVB. . 無綫新聞 TVB News. 2024-09-30 （中文（香港））.
100. 1 2 3  〈綜援居港7年規定違憲判辭全文〉（2013年12月17日）
101. 1 2  〈【綜援撤限】正委會建議政府重新審視人口政策〉（2013年12月17日）
102. ↑  〈關注團體對綜緩居港期撤限反應迴異〉（2013年12月17日）
103. 1 2  "Issue 59775 （页面存档备份，存于）", London Gazette, 5 May 2011, p. 1.
104. ↑  〈二○二三年授勳及委任太平紳士名單 （页面存档备份，存于）〉，《香港政府新聞公報》。香港：政府新聞處，2023年7月1日。
105. ↑  "Lord Nicholas Phillips of Worth Matravers KG PC" (retrieved on 2 October 2024)

### 英文資料
- R v Clowes and another (No 2) [1994] 2 All ER 316. UK: COURT OF APPEAL, CRIMINAL DIVISION, 8 July 1993.（页面存档备份，存于）
- "Trial by jury in fraud cases could end", BBC News, 16 February 1998.（页面存档备份，存于）
- "BSE and CJD: Crisis Chronology", BBC News, 2000.（页面存档备份，存于）
- "The Pinochet case: Timeline", BBC News, 12 January, 2000.（页面存档备份，存于）
- "Lord Phillips: Chief inquisitor", BBC News, 9 October, 2000.（页面存档备份，存于）
- "Government wins asylum appeal", BBC News, 19 October, 2001.（页面存档备份，存于）
- "Civil justice system 'close to collapse'", BBC News, 27 November 2002.（页面存档备份，存于）
- Lim, Daryl, Tze-wei, "IN CONVERSATION: RT HON THE LORD PHILLIPS OF WORTH MATRAVERS, MASTER OF THE ROLLS", Singapore Law Review Vol. 23, pp. 2–21, 2003.
- Phillips, Melanie, "Dictators in Wigs", Mail Online, 21 February 2003.
- "Blunkett's asylum appeal rejected", BBC News, 18 March, 2003.（页面存档备份，存于）
- "Wigs facing death sentence", BBC News, 8 May 2003.（页面存档备份，存于）
- "Sir Anthony Barrowclough", Daily Telegraph, 7 June 2003.（页面存档备份，存于）
- "Phillips to be Lord Chief Justice", BBC News, 17 June, 2005.（页面存档备份，存于）
- "Lord Chancellor gives up key role", BBC News, 3 April 2006.（页面存档备份，存于）
- "Too many in jail, says top judge", BBC News, 30 May 2006.（页面存档备份，存于）
- "Judiciary 'in touch with reality'", BBC News, 18 July 2006.（页面存档备份，存于）
- "Top judge calls for less jailing", BBC News, 8 October 2006.（页面存档备份，存于）
- "Jail terms 'weighty' says judge", BBC News, 10 October 2006.（页面存档备份，存于）
- "Top judge backs Human Rights Act", BBC News, 20 October 2006.（页面存档备份，存于）
- "Paper loses Charles diary appeal", BBC News, 21 December 2006.（页面存档备份，存于）
- Dymond, Glenn, The Appellate Jurisdiction of the House of Lords. London: House of Lords Library, 2007.（页面存档备份，存于）
- "Reid announces new prisons plan", BBC News, 16 February 2007.（页面存档备份，存于）
- "Lords defeat no-jury trials plan", BBC News, 20 March 2007.（页面存档备份，存于）
- "Home Office to be split into two", BBC News, 29 March 2007.（页面存档备份，存于）
- "Judges fail to back new ministry", BBC News, 22 May 2007.（页面存档备份，存于）
- "Ministry decision shocked judges", BBC News, 23 May 2007.（页面存档备份，存于）
- "Top judge attacks sentencing laws", BBC News, 16 November 2007.（页面存档备份，存于）
- "Civil case judges hold on to wigs", BBC News, 7 December 2007.（页面存档备份，存于）
- KIDD, Charles and SHAW, Christine, Debrett's peerage & baronetage 2008. Debrett's Limited, 2008.
- "Five students win terror appeal", BBC News, 13 February 2008.（页面存档备份，存于）
- "Judge says courts 'overstretched'", BBC News, 31 March 2008.（页面存档备份，存于）
- "Top judge attacks early release", BBC News, 2 April 2008.（页面存档备份，存于）
- "Lord Chief Justice models new gown for judges", Daily Telegraph, 13 May 2008.（页面存档备份，存于）
- "Sharia law 'could have UK role'", BBC News, 4 July 2008.（页面存档备份，存于）
- "Murder law proposals criticised", BBC News, 7 November 2008.（页面存档备份，存于）
- "Objection! Judges reject new robes", The Independent, 27 March 2009.（页面存档备份，存于）
- "Judge criticises court fee plans", BBC News, 8 May 2009.（页面存档备份，存于）
- "Judge's assisted suicide sympathy", BBC News, 11 September 2009.（页面存档备份，存于）
- "Lord Phillips complains about the Privy Council", UKSC Blog, 21 September 2009.（页面存档备份，存于）
- "Privy Council's complaint", BBC News, 24 September 2009.（页面存档备份，存于）
- "Q&A: UK Supreme Court", BBC News, 30 September 2009.（页面存档备份，存于）
- Doughty, Steve, "Sworn in, the 11 judges who'll be dispensing Supreme justice from Britain's new £60m court", Mail Online, 2 October 2009.（页面存档备份，存于）
- "HM The Queen officially opens The Supreme Court of the United Kingdom", Supreme Court of the United Kingdom Press Notice, 16 October 2009.
- "Banks win Supreme Court case on overdraft charges", BBC News, 25 November 2009.（页面存档备份，存于）
- "Prison population 'should be cut' by third, say MPs", BBC News, 14 January 2010.（页面存档备份，存于）
- "Supreme Court quashes Treasury terror assets order", BBC News, 27 January 2010.（页面存档备份，存于）
- Wagner, Adam, "President of the Supreme Court argues Human Rights Act is here to stay, perhaps", UK Human Rights Blog, 23 April 2010.（页面存档备份，存于）
- "Prison numbers in England and Wales hits record high", BBC News, 21 May 2010.（页面存档备份，存于）
- Wagner, Adam, "Human Rights Act helps fight terrorism says head of Supreme Court", UK Human Rights Blog, 9 June 2010.（页面存档备份，存于）
- Rothwell, Rachel, "Lord Phillips defends Human Rights Act", Law Society Gazette, 16 June 2010.
- "Supreme Court rules in favour of pre-nuptial agreement", BBC News, 20 October 2010. （页面存档备份，存于）
- "Court rejects 'parliamentary privilege' expenses appeal", BBC News, 10 November 2010.（页面存档备份，存于）
- "Why it is tough being a Supreme Court judge", BBC News, 27 January 2011.（页面存档备份，存于）
- "Twitter and e-mail use in Supreme Court allowed", BBC News, 3 February 2011.（页面存档备份，存于）
- "Supreme Court independence 'threatened' by funding", BBC News, 9 February 2011.（页面存档备份，存于）
- "Supreme Court allows miscarriage of justice appeals", BBC News, 11 May 2011.（页面存档备份，存于）
- "Nuclear test veterans win Supreme Court appeal bid", BBC News, 28 July 2011.（页面存档备份，存于）
- "Prison numbers in England and Wales reach record high", BBC News, 23 September 2011.（页面存档备份，存于）
- "Retiring Supreme Court president defends human rights", BBC News, 11 October 2011.（页面存档备份，存于）
- "Prison population in England and Wales starts to fall", BBC News, 14 October 2011.（页面存档备份，存于）
- "Revised guidance on court dress at the UK Supreme Court", Supreme Court of the United Kingdom Press Release, 21 November 2011.
- "UK Supreme Court court throws out legal dress", BBC News, 21 November 2011.（页面存档备份，存于）
- "UK banks charging as much as 800,000% on overdrafts", BBC News, 3 December 2011.（页面存档备份，存于）
- "PHILLIPS OF WORTH MATRAVERS, Baron", Who's Who 2012". London: A & C Black, 2012.
- "Abu Qatada deportation ruling at European Court", BBC News, 17 January 2012.（页面存档备份，存于）
- "Abu Qatada wins Jordan deportation appeal", BBC News, 17 January 2012.（页面存档备份，存于）
- "Lord Phillips to take on two international judicial roles", Supreme Court of the United Kingdom Press Release, 9 May 2012.
- "Julian Assange loses extradition appeal at Supreme Court", BBC News, 30 May 2012.（页面存档备份，存于）
- "Wikileaks founder Julian Assange faces arrest, police say", BBC News, 20 June 2012.（页面存档备份，存于）
- "New Supreme Court chief Lord Neuberger sworn in", The Independent, 1 October 2012.（页面存档备份，存于）
- "Julian Assange: A timeline of Wikileaks founder's case （页面存档备份，存于）", BBC News, 26 June 2024.
- "Lord Chief Justice", Judiciary of England and Wales, retrieved on 6 April 2012.（页面存档备份，存于）
- "Changes to court dress", Judiciary of England and Wales, retrieved on 6 April 2012.
- "Court dress - Examples", Judiciary of England and Wales, retrieved on 6 April 2012.（页面存档备份，存于）
- "The Right Honourable The Lord Phillips of Worth Matravers", The Chartered Institute of Arbitrators, retrieved on 6 April 2012.[永久]
- "PHILLIPS OF WORTH MATRAVERS, Baron", World Who's Who, retrieved on 6 April 2012.
- "Lord Nicholas Phillips of Worth Matravers KG PC （页面存档备份，存于）", Hughes Hall, University of Cambridge, retrieved on 2 October 2024.

### 中文資料
- 〈綜援居港7年規定違憲判辭全文〉，《主場新聞》，2013年12月17日。
- 〈關注團體對綜緩居港期撤限反應迴異〉，《主場新聞》，2013年12月17日。
- 〈【綜援撤限】正委會建議政府重新審視人口政策 （页面存档备份，存于）〉，《蘋果即時新聞》，2013年12月17日。

## 外部連結
- 勳爵簡歷 （页面存档备份，存于），香港特別行政區政府
- 英格蘭及威爾斯首席法官菲利普斯勳爵演說輯錄，英格蘭及威爾斯司法機構
- 王華勝，英國法官服飾的形成與改革，《環球法律評論》2010年第5期
- 英國實施歐洲人權法 （页面存档备份，存于），英國廣播公司，2000年10月2日
- Profile: Lord Chief Justice （页面存档备份，存于）, BBC News, 9 March 2007
- The Right Honourable the Lord Phillips of Worth Matravers, The American Law Institute 88th Annual Meeting

| 司法职务            | 司法职务                                        | 司法职务                      |
| ------------------- | ----------------------------------------------- | ----------------------------- |
| 前任者： 伍爾夫勳爵 | 卷宗主事官 2000年－2005年                       | 繼任者： 安東尼·克拉克爵士    |
| 前任者： 伍爾夫勳爵 | 英格蘭及威爾斯首席法官 2005年－2008年           | 繼任者： 賈奇勳爵             |
| 前任者： 賓厄姆勳爵 | 上議院首席常任上訴法官 2008年－2009年           | 繼任者： 廢置                 |
| 前任者： 新創設     | 聯合王國最高法院院長 2009年－2012年             | 繼任者： 廖柏嘉勳爵           |
| 前任者： 伍爾夫勳爵 | 卡塔爾國際法院及爭議調解中心院長 2012年－2018年 | 繼任者： 西姆吉德的湯瑪斯勳爵 |